# Yeoju
 Yeoju (âm Hán Việt: Ly Châu) là một thành phố ở tỉnh Gyeonggi, Hàn Quốc. Huyện này có diện tích 608,64 km², dân số 104.774 người.  Cùng với thành phố láng giềng Icheon, đây là một trung tâm gốm sứ lớn của Hàn Quốc. Mộ của vua Triều Tiên Thế Tông, tàn tích của ngôi đền Godalsaji (c. 764), bảo tàng Phật giáo Moka, các tường thành của pháo đài Pasaseong và Silleuksa đều tọa lạc ở huyện này.  Yeoju là nơi sinh của Hoàng thái hậu Myeongseong.
Yeoju  Học viện Công nghệ Yeojoo. Tuyến Đường cao tốc Jungbu Naeryuk chạy qua huyện này..